# La duplicità
La duplicità (Tyler Perry's Duplicity) è un film del 2025 diretto da Tyler Perry.

## Trama
La famosa avvocatessa Marley affronta il suo caso più importante e cioè chi ha ucciso il marito della sua migliore amica.

## Distribuzione
Il film è stato distribuito sulla piattaforma Amazon Prime Video a partire dal 20 marzo 2025.